# Bengaalse taalbeweging

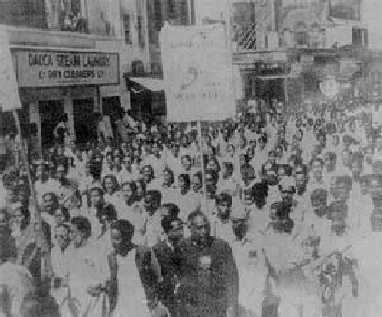
Protestmars in 1952 van de Bengaalse taalbeweging

De Bengaalse Taalbeweging, in het Bengaals bekend als Bhasa Andolon, was een politieke beweging in de jaren vijftig in Bangladesh (destijds bekend als Oost-Pakistan) met het streven om erkenning te krijgen voor de Bengaalse taal als officiële taal in de staat Pakistan.

## Geschiedenis
Bij de stichting van de staat Pakistan in 1947 was het land opgedeeld in twee los van elkaar liggende gebieden, namelijk West-Pakistan en Oost-Pakistan. Tussen beide delen waren grote verschillen in cultuur en taal. In 1948 werd het Urdu door de Pakistaanse regering aangewezen als enige nationale taal. Dit kwam doordat de Pakistaanse politiek werd gedomineerd door politici afkomstig uit West-Pakistan waar het Urdu de overheersende taal was. Toch sprak een meerderheid van de bevolking, 44 miljoen van de 69 miljoen inwoners, het Bengaals als eerste taal. De meeste daarvan leefden in Oost-Pakistan.
De maatregel leidde in Oost-Pakistan tot felle protesten. Vooral op de Universiteit van Dhaka vonden grote demonstraties plaats. Een voorstel van parlementsleden uit Oost-Pakistan om het Bengaals alsnog te erkennen werd door premier Liaquat Ali Khan afgedaan als een poging om het land te verdelen. In de tussentijd werden ook maatregelen genomen om het Bengaals van bankbiljetten en zo veel mogelijk uit het onderwijs te halen.
Op 11 maart 1948 organiseerde studenten van de Universiteit van Dhaka een grote protestbijeenkomst, waarbij zij eisten dat het Bengaals als officiële taal moest worden  erkend. Bij de bijeenkomst werden politieke leiders, zoals Shawkat Ali en Mujibur Rahman, gearresteerd. Om een einde te maken aan de rellen sloot Khawaja Nazimuddin, premier van de deelstaat Bengalen, uiteindelijk een akkoord met de demonstranten waarbij hij aan een deel van hun eisen tegemoetkwam, ook al werd het Bengaals niet erkend als officiële taal. Gouverneur-Generaal Mohammed Ali Jinnah bezocht het gebied echter ook en verklaarde dat het taalprobleem was opgeworpen door een vijfde colonne die de Pakistaanse moslims wilde verdelen. Hij ging niet akkoord met de afspraken die Nazimuddin met demonstranten had gemaakt. 
Na de onrusten in 1948 speelde de kwestie voorlopig niet meer op. Dat gebeurde pas weer nadat Nazimuddin, inmiddels Gouverneur-Generaal, het gebruik van Urdu als enige nationale taal verdedigde. Als tegenreactie daarop werd de Shorbodolio Kendrio Rashtrobhasha Kormi Porishod (Centraal Taalactiecomité) opgericht onder leiding van Maulana Akram Khan. Zij wezen een voorstel af dat door de Pakistaanse regering was gedaan om het Bengaals in het Arabisch te schrijven. De overheid reageerde door bijeenkomsten met meer dan vier mensen te verbieden.
Studenten van de Universiteit van Dhaka kwamen op 21 februari 1952 bij elkaar op te protesteren tegen de maatregel van de overheid. De politie greep echter in en begon met traangas te schieten. De leiding van de universiteit wist een staakt-het-vuren af te dwingen, maar de politie arresteerde toch enige studenten toen deze wilden vertrekken. Vervolgens verzamelde een woedende menigte zich om het provinciale parlementsgebouw in Dhaka. De politie opende het vuur en er vielen verschillende doden. Op de dag daarna kwam het door de hele provincie tot rellen, waarbij twee kantoren van persbureaus die de regering steunden, werden vernield. De politie reageerde en op verschillende plaatsen vielen opnieuw doden. De dagen daarna gingen de rellen door, maar langzaamaan keerde de rust terug. Het Centraal Taalactiecomité riep met steun van de Awami Liga 21 februari uit tot Martelaarsdag. Op de eerste herdenkingsdag droeg een groot deel van de bevolking zwarte badges ter herdenking van de slachtoffers. Veel publieke instellingen waren gesloten, terwijl er in Dhaka een publieke bijeenkomst plaatsvond waar meer dan honderdduizend mensen op af kwamen. Politici uit West-Pakistan, zoals Fazlur Rahman, zagen de herdenking als een bedreiging en kondigde aan dat iedereen het Bengaals als nationale taal wilde zou worden beschouwd als "vijand van de staat". Bij de tweede herdenkingsdag in 1954 probeerde de politie openbare herdenkingen te voorkomen en arresteerde verschillende studenten.
De politieke spanningen bereikten een hoogtepunt in 1954 toen bij de provinciale verkiezingen de regerende Moslimliga zwaar werd afgestraft door een alliantie van partijen, met als belangrijkste partij de Awami Liga van Huseyn Shaheed Suhrawardy. Onderhandelingen met premier Mohammed Ali Bogra leidde er uiteindelijk toe dat het Bengaals werd erkend als nationale taal. Dit kwam hem op veel kritiek te staan van zijn eigen aanhang. Tegelijkertijd waren er verschillende etnische groepen die ook erkenning wilde van hun taal als nationale taal. 
De nieuwe regering kondigde een plan aan om de Bengaalse taal te promoten en te ontwikkelen. Hier kwam tijdelijk een einde aan toen Gouverneur-Generaal Malik Ghulam Muhammad in 1954 de gehele volksvertegenwoordiging uit functie onthief. Na zijn eigen aftreden in 1955 werd het plan voor de ontwikkeling van de Bengaalse taal alsnog doorgevoerd. De vierde herdenkingsdag op 21 februari 1956 verliep vredig. Er werd een monument gebouwd ter gedachtenis van de slachtoffer en in het provinciale parlement werd vijf minuten stilte gehouden. In de grondwet werd het Bengaals op 29 februari 1956 erkend als nationale taal.

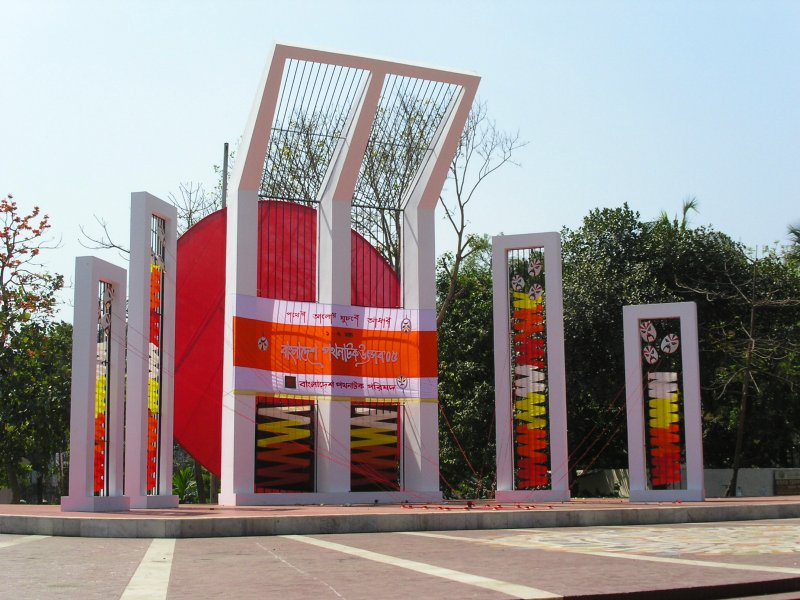
Het monument ter nagedachtenis van de slachtoffers op 21 februari 1952

Ondanks het opnemen van Bengaals in de grondwet wilde in 1959 het militaire regime van generaal Mohammed Ayub Khan het Urdu weer als enige nationale taal. Ook veel regeringsfunctionarissen streefden dit na, ondanks het feit dat een meerderheid van de bevolking Bengaals sprak. Zij hadden relatief weinig invloed, omdat er in het parlementaire stelsel geen sprake was van een evenredige vertegenwoordiging. De politici uit West-Pakistan bleven een meerderheid houden. Als gevolg daarvan groeide de aanhang van de nationalistische Awami Liga. Zij presenteerden een Zespuntenplan en streefden daarin naar meer provinciale autonomie. Ze kregen deze niet of nauwelijks en uiteindelijk brak als gevolg daarvan de Bengaalse Onafhankelijkheidsoorlog uit, die leidde tot de onafhankelijkheid van Bangladesh.
De Taalbeweging is vooral van invloed geweest op de hele ontwikkeling die leidde tot de onafhankelijkheid doordat zij bijgedragen had aan de groei van een nieuw cultureel en nationaal bewustzijn. Het was een belangrijk thema waarvoor vooral de Awami Liga een grote massa kon mobiliseren en daardoor zelfs aan invloed won. 21 februari geldt vandaag de dag als nationale feestdag in Bangladesh. 